# Андирион
Андирион (Андирио, греч. Αντίρριον — «анти-Рион») — малый город в Греции. Расположен у мыса Андирион, напротив мыса Рион, на северном берегу пролива Рион и Андирион, у входа в Коринфский залив, к юго-западу от Нафпактоса и к юго-востоку от Месолонгиона. Административно относится к общине Нафпактия в периферийной единице Этолия и Акарнания в периферии Западная Греция. Население 1018 человек по переписи 2011 года.
Через пролив существует паромное сообщение. Вантовый мост Рион — Андирион открыт в 2004 году. Через Пелопоннес и пролив Рион и Андирион проходит основной путь из Афин в Западную Грецию, в обход труднопроходимых гор Пинд.
В церковном отношении относится к Нафпактской и Айос-Власийской митрополии Элладской православной церкви.

## История
На холме у деревни находятся руины двух древних городов — Макинии (др.-греч. Μακυνία) и Моликрии (Μολύκρεια). В древности мыс Андирион назывался Антиррий или Антиррион (др.-греч. Ἀντίρριον, лат. Antirrhium). Антиррион лежал на границе Этолии и Локриды. По городу Моликрия находящийся близ него мыс Антиррий получил название Моликрийский Рион (Ῥίον Μολυκρικόν или Μολύκριον). На нём было святилище Посейдона.
Географическое положение Андириона послужило причиной его укрепления. Султан Баязид II после падения Навпакта (29 августа 1499 года) построил здесь крепость. Позже, в октябре 1532 года, крепость занял предводитель объединенных христианских сил Андреа Дориа. Крепость была захвачена в 1687 году и перестроена в 1699 году Франческо Морозини, но была снесена в 1699 году по Карловицскому мирному договору, но затем отстроена турками. Во время Греческой революции греки заняли крепость в 1829 году.
В XIX веке мыс Андирион назывался Кастелло-ди-Ромелия (Castello di Rumelia).

## Сообщество
Сообщество (Κοινότητα Αντιρρίου) создано в 1912 году (ΦΕΚ 261Α). В сообщество входит четыре населённых пункта. Население 1076 человек по переписи 2011 года. Площадь 6,701 квадратных километров.
| Населённый пункт | Население (2011), человек |
| ---------------- | ------------------------- |
| Андирион         | 1018                      |
| Караулья         | 17                        |
| Миртия           | 11                        |
| Спарторахи       | 30                        |

## Население
| Год  | Население, человек |
| ---- | ------------------ |
| 1991 | 690                |
| 2001 | 1100               |
| 2011 | ↘ 1018             |